# Edgar Solano
Edgar Solano Paredes (* 26. Oktober 1978 in Mexiko-Stadt) ist ein ehemaliger mexikanischer Fußballspieler, der vor allem als Abwehrspieler agierte.

## Karriere

### Vereinskarriere
Edgar Solano begann 1997 seine Karriere in der Verteidigung des mexikanischen Erstligavereins Club Necaxa. Dort debütierte er im Winter bei einem 1:0-Sieg gegen den Puebla FC. 1999 gewann er mit Nexana den CONCACAF Champions’ Cup durch einen 2:1-Erfolg im Finale gegen LD Alajuelense aus Costa Rica. Ein Jahr später erreichte er bei der FIFA-Klub-Weltmeisterschaft 2000 in Brasilien den dritten Platz durch einen 4:3-Sieg gegen Real Madrid im Elfmeterschießen.
In der Saison 2002/03 wechselte Solano zu CF Atlante, wo er ein wichtiger Spieler im System von Miguel Herrera wurde und insgesamt auf 37 Einsätze in dieser Saison kam. 2004 wechselte Solano schließlich zu Monarcas Morelia, bei denen er die beste Phase seiner Karriere hatte. In seinen drei Jahren bei der Mannschaft bis 2007 absolvierte er insgesamt 113 Ligaeinsätze und erzielte auch einen Treffer. In den folgenden drei Jahren wechselte er häufiger, er spielte kurz bei CF Monterrey und Chiapas FC, bevor er kurz zum Club Nexana zurückkehrte, bei dem er seine Karriere begonnen hatte. Überall blieb er jedoch nur für kurze Zeit und hatte weniger Einsätze als noch zuvor bei Morelia. Nach einer weiteren Saison beim CD Veracruz beendete Solano am 17. April 2010 schließlich seine Karriere.
In der Saison 2013/14 war Solano Teil des Trainerstabs von Querétaro Fútbol Club in der Liga MX.

### Nationalmannschaft
Edgar Solado spielte sieben Mal für die mexikanische U-23-Nationalmannschaft als Teil der nationalen Olympiaauswahl in der Qualifikation für das Fußballturnier der Olympischen Sommerspiele 2000, konnte sich jedoch mit Mexiko nicht für dieses qualifizieren.

## Erfolge
- Mexikanischer Meister: 1998
- Mexikanischer Vizemeister: 2002
- CONCACAF Champions’ Cup: Sieg 1999
- FIFA-Klub-Weltmeisterschaft: 3. Platz 2000